# Pan Wen-chieh
Pan Wen-chieh (phiên âm tiếng Việt: Phan Văn Chí) (tiếng Trung: 潘文傑; sinh ngày 29 tháng 6 năm 1992) là một cầu thủ bóng đá người Đài Loan hiện tại thi đấu ở vị trí thủ môn ở đội tuyển bóng đá quốc gia Trung Hoa Đài Bắc và câu lạc bộ Tatung thi đấu tại Intercity Football League.